# مجموعه بورخولدریا سپاسیا
مجموعه بورخولدریا سپاسیا (انگلیسی: Burkholderia cepacia complex)
بورخولدریا سپاسیا همراه با دست‌کم هشت گونه دیگر مجموعه (کمپلکس) بورخولدریا سپاسیا را تشکیل می‌دهند.
بیماران مبتلا به بیماری سیستیک فیبروزیس (CF) و به ویژه افراد دچار بیماری گرانولوماتوز مزمن (CGD) نسبت به عفونت بورخولدریا سپاسیا حساس می‌باشند. کلونیزاسیون این باکتری‌ها در مجرای تنفسی، یک مورد منع پیوند ریه در بیماران دچار CF است.
در صورت تماس فرد سالم با بیمار مبتلا به CF که دچار عفونت تنفسی با بورخولدریا سپاسیا شده‌است، احتمال ابتلاء به این بیماری وجود دارد و بنابراین در صورت تشخیص آن می‌بایست اقدامات جداسازی صورت گیرد.
بورخولدریا سپاسیا بر روی اغلب محیط‌های کشت به‌کاررفته برای کشت باکتری‌های گرم منفی رشد می‌نماید. جهت کشت این باکتری می‌توان از محیط‌های کشت انتخابی حاوی کولیستین استفاده نمود.
این باکتری در مقایسه با باسیل‌های گرم منفی روده ای آهسته‌تر رشد می‌نماید و ۳ روز طول می‌کشد تا کولونی‌های این باکتری قابل مشاهده باشند.
- بورخولدریا سپاسیا اکسیداز و لیزین دکربوکسیلاز مثبت است و از تخمیر گلوکز اسید تولید می‌نماید ولی تمایز آن از بقیه سودوموناس‌ها (مانند استنوتروفوموناس مالتوفیلیا) نیازمند بررسی‌های بیوشیمیایی دشوار است.
- بورخولدریا سپاسیا جدا شده از بیماران دچار CF اغلب مقاوم به چندین دارو است.